# مالقة (مقاطعة)
مقاطعة مالقة (بالإسبانية: Málaga، مالغـا) هي مقاطعة إسبانية تقع في جنوب الدولة، تقع ضمن حدود منطقة أندلوسيا.
عاصمتها هي مدينة مالقة، تنقسم المقاطعة إلى 101 بلدية.

## الجغرافيا
تقع مقاطعة مالقة في جنوب إسبانيا تحدها من الشمال مقاطعة قرطبة ومقاطعة إشبيلية، ومن الجنوب البحر الأبيض المتوسط، ومن الشرق مقاطعة غرناطة، ومن الغرب مقاطعة قادس.
تبلغ مساحة مقاطعة مالقة 7.308 كم².

## الديموغرافيا
يبلغ عدد سكان مقاطعة مالقة 1.625.827 نسمة عام 2011 (وفقاً للمعهد الوطني للإحصاء الإسباني).
فيما يلي قائمة أكبر البلديات من حيث عدد السكان (بتاريخ 1 يناير 2011):
1. (إسبانيا)مالقة 568.030 نسمة
2. ماربيا 138.662 نسمة
3. ميخاس 79.262 نسمة
4. فيليث-مالقة 77.004 نسمة
5. فوينخيرولا 74.054 نسمة
6. توريمولينوس 68.181 نسمة
7. إستيبونا 65.667 نسمة
8. بينالمادينا 63.788 نسمة
9. أنتقيرة 41.854 نسمة
10. رينكون دي لا فيكتوريا 40.339 نسمة